# 多目的ホール
多目的ホール（たもくてきホール）とは、演劇、コンサート、ライブ、スポーツ、展示会を主とする様々な公演やイベントに使用される建築物である。

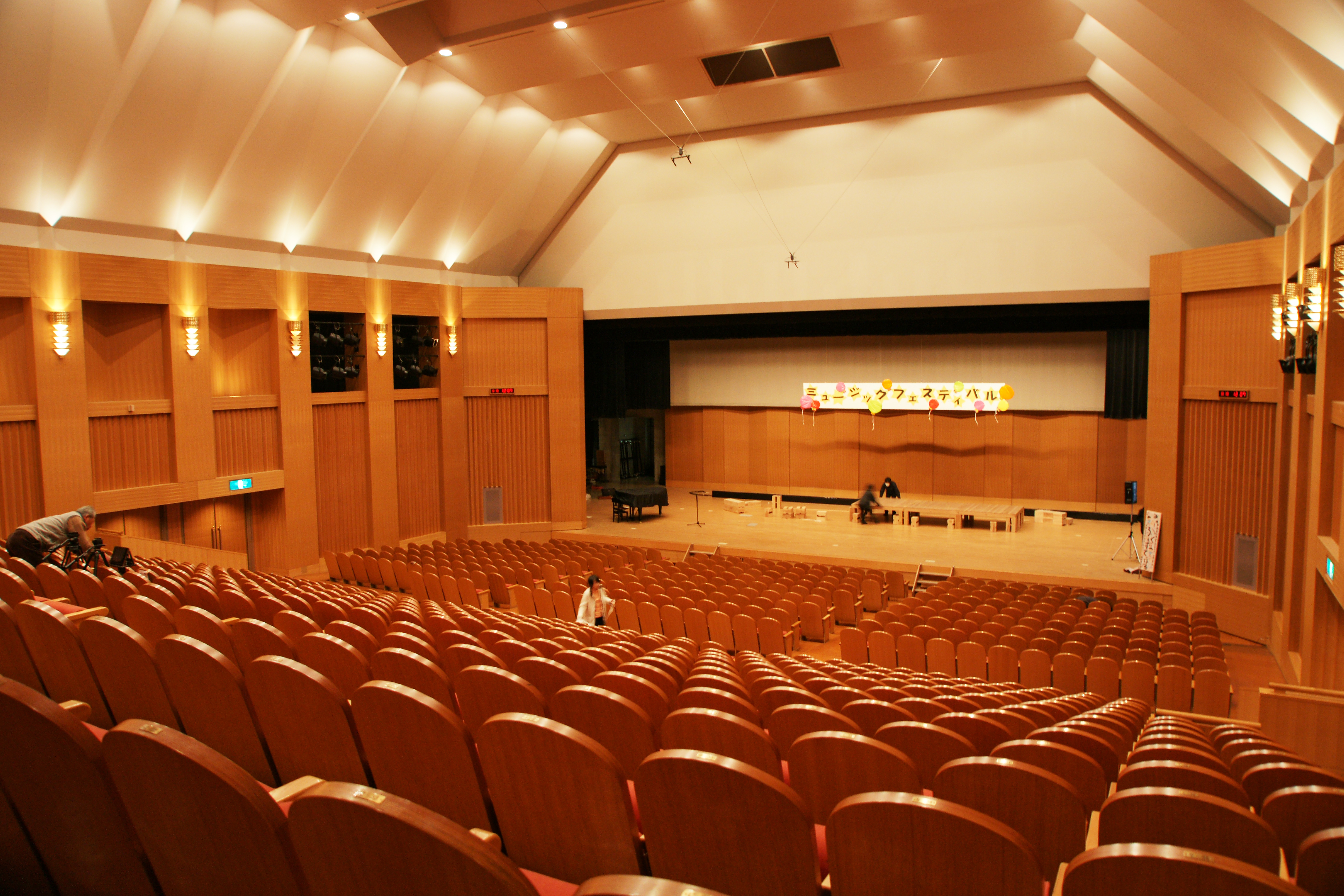
一般的施設の例。プロセニアム形式ステージに木製壁面（あすかホール、兵庫県太子町）

## 構造
プロセニアム形式で客席に段差がある構造が一般的である。収容人数は2,500人程度までで、500人から2,000人の規模が多数を占める。興行目的の多用化と建築技術の向上に伴い、左記の枠外である超多目的ホールが建築された。

### 一般的とされる構造
照明施設は、演劇一般に対応する設備を持つ。J-POPで多用するムービングライト等特殊機材は興行者が持ち込みで設置する。
音響設備は、基本的なスピーチや演劇のBGM、効果音の再生、演舞のBGM再生程度に対応できる規模が常設される。しかし商業音楽コンサートに対応することは少なく、この場合大型のスピーカーやミキシング・コンソールといったPAを持ち込みで設置する。
舞台の大きさや客席数に応じた、大ホール・中ホール・小ホールを持つ場合がある。これは施設内の相対的区別であり、規模の基準は無い。
1000人以上の収容人数を持つ施設の多くには2階席がある。さらに3階席がある施設もある。
ホリゾント幕や上下手の花道を持つ。
可動席の施設は、観客席に段差をつけないフラットフロアが多い。

### 超多目的ホールの構造

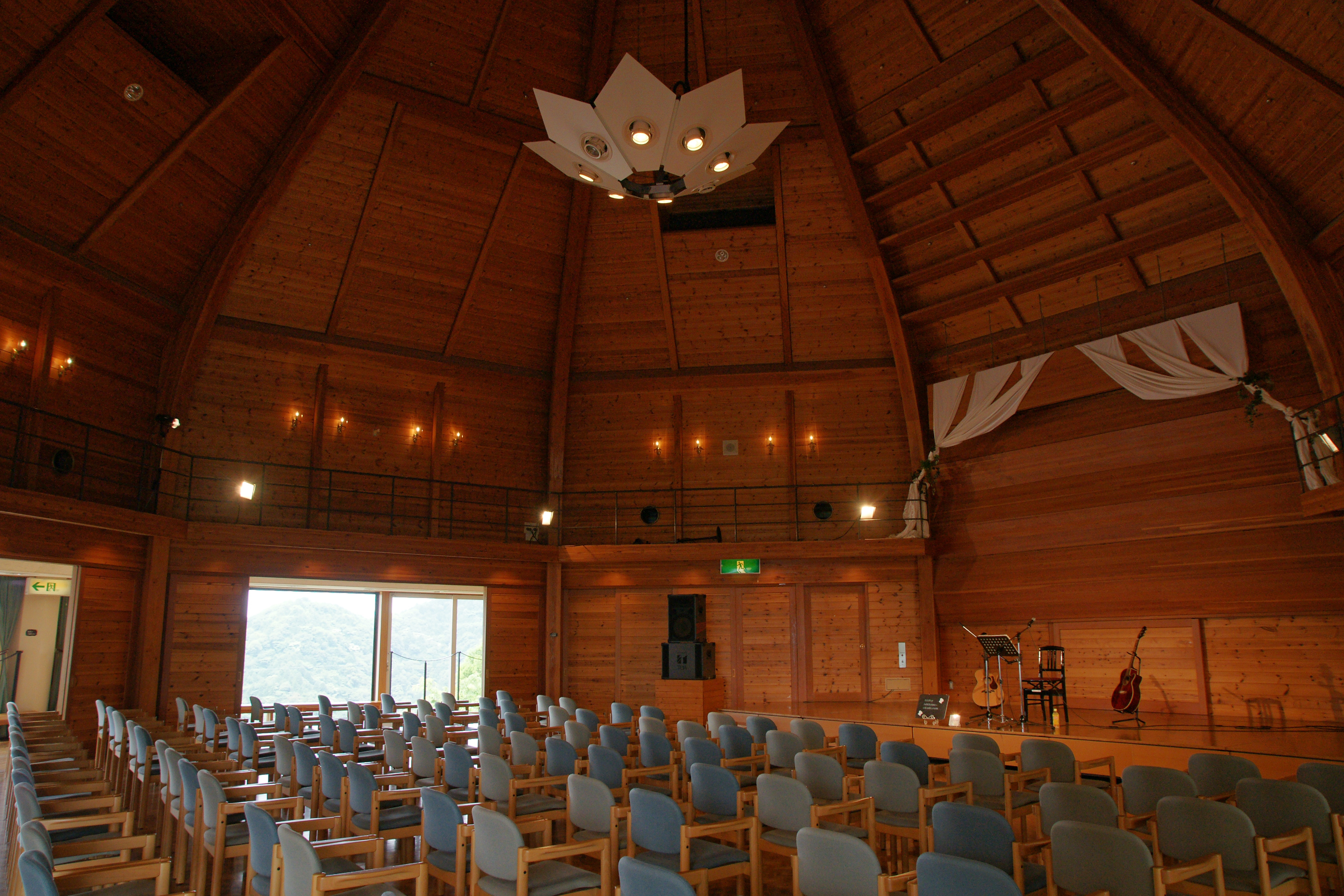
小中規模施設の例。音響効果を優先した構造のホール（布引ハーブ園森のホール）

可動席により、興行に適した構成を可能にする。イベントスペースとしても活用される。

#### 小中規模施設
プロセニアム、アリーナ、座席なしのイベントスペースに対応する。
- 主な施設
  - ルナ・ホール、かるぽーと小ホール、大阪倶楽部、ラフォーレミュージアム原宿、布引ハーブ園森のホール、スペース・ゼロ

#### 大規模施設
アリーナ型の2階席を持ち、可動席の1階席配置により、センターステージ・サイドステージに対応する。室内スポーツイベントに多く使用される。
- 主な施設
  - 日本武道館、大阪城ホール、ワールド記念ホール、名古屋市総合体育館、横浜アリーナ、さいたまスーパーアリーナ、マリンメッセ福岡

## コンサート興行
市民コンサートや発表会、児童演劇にも活用されるが、施設の多くは商業音楽のコンサート興行に使用される。以下の理由があげられる。
- 1000人から2000人といった収容人数が興行に適していること。
- 各都市に会場があるため、全国コンサートツアー興行に適していること。
- 文化活動であるため、有料興行でも比較的安価に使用できること。
- 公共交通機関の利用を前提とした施設のため、交通の便が良いこと。

## 運営主体

### 地方自治体
都道府県や市の自治体の文化施設として、県民（または市民）会館・文化ホール・文化センターという名称で運営される。会議室等他の設備も併設されることが多い。

### 官庁
省庁下組織の文化施設として運営される。厚生年金会館など。

### 企業
商業施設やコンベンションセンターの一部として運営される。メセナ活動として運営される施設は、音楽や演劇の専用ホールである。メルパルクホールやゆうぽうとホールなど、かつての官庁系のホールが、その官庁の民営化により民間企業のホールとして運営されている例もある。

## 歴史
- 公会堂が公演会、集会などを目的に建築される。文化活動にも活用される。
- 地方自治体が文化施設を建築。
- 建築技術向上に伴い、超多目的ホールが建築される。

## 批判
多目的ホールは、文字通り用途・目的を定めず様々な行事に用いられることを前提としている。しかし、音楽や演劇、講演など本来は用途によって必要とされる構造が異なるにもかかわらず、それらの要素を施設に無理矢理すべて押し込もうとした結果、どの目的によっても使い勝手が悪いものとなってしまう事が少なくない。特に公営の多目的ホールが多数建設された1970年代以降、前述のような施設面の不備、あるいはホール運営専門スタッフの不足による運営面での不備などから「多目的ホールは無目的ホール」あるいは「多目的ホールは他目的ホール」との批判が行われるようになった。このため、近年建設される多目的ホールについては構造に工夫を与えたもの や、運営にあたってPFIや指定管理者制度の活用によりその用途を基本的に特定の目的に特化させ、その他の設備はその目的を阻害しないように計画される事案 が増えつつある。